# Tramways SC (Ceará)
Tramways SC was een Braziliaanse voetbalclub uit Fortaleza, de hoofdstad van de staat Ceará.

## Geschiedenis
De club werd opgericht door het energiebedrijf Ceará Tramway Light & Power Co. Ltd. In 1939 speelde de club voor het eerst in de hoogste klasse van het Campeonato Cearense en eindigde daar laatste. Het jaar erop werd de club kampioen met grote voorsprong op de nummer twee, Ceará. In 1941 werd de club opnieuw laatste. In september 1941 speelde de club een vriendschappelijke wedstrijd tegen Tramways uit de staat Pernambuco en verloor met 7-2. Omdat de club financiële problemen had werd ze eind 1941 ontbonden.

## Erelijst
Campeonato Cearense
1940